# ألبرتو فال
ألبرتو فال مواليد 6 مارس 1986 في سرقسطة، هو لاعب كرة يد إسباني. يلعب حاليا مع نادي لوغرونيو لكرة اليد ويحمل الرقم 06.

## المسيرة الاحترافية
لعب مع نادي برشلونة لكرة اليد في الدوري الإسباني من سنة 2003 إلى 2005، ثم لعب مع نادي أرغون لكرة اليد في موسم 2005–2006، ثم لعب مع نادي أرغون لكرة اليد في الدوري الإسباني من سنة 2010 إلى 2012، ثم لعب مع دوبروجا سود كونستانتسا في الدوري الروماني في موسم 2012–2013، ثم لعب مع نادي أرغون لكرة اليد في الدوري الإسباني من سنة 2013 إلى 2015، ثم لعب مع نادي لوغرونيو لكرة اليد في سنة 2015.

## الإنجازات
- دوري أبطال أوروبا لكرة اليد:
  - الفوز: 2004–05
- كأس أبطال الكؤوس الأوروبية لكرة اليد:
  - نصف النهائي: 2012
- الدوري الروماني لكرة اليد:
  - الفوز: 2013
- كأس السوبر الإسبانية لكرة اليد:
  - الفوز: 2004
- كأس ملك إسبانيا لكرة اليد:
  - الفوز: 2004